# チャウヌ
チャウヌ（朝: 차은우、漢:車銀優、英: Cha Eun-woo、本名：イ・ドンミン（朝: 이동민、漢:李東敏、英: Lee Dong-min）。1997年3月30日 - ）は、大韓民国・京畿道軍浦市出身のアイドル、俳優。男性アイドルグループ・ASTROのメンバー。身長183cm。血液型はB型。Fantagio所属。

## 来歴

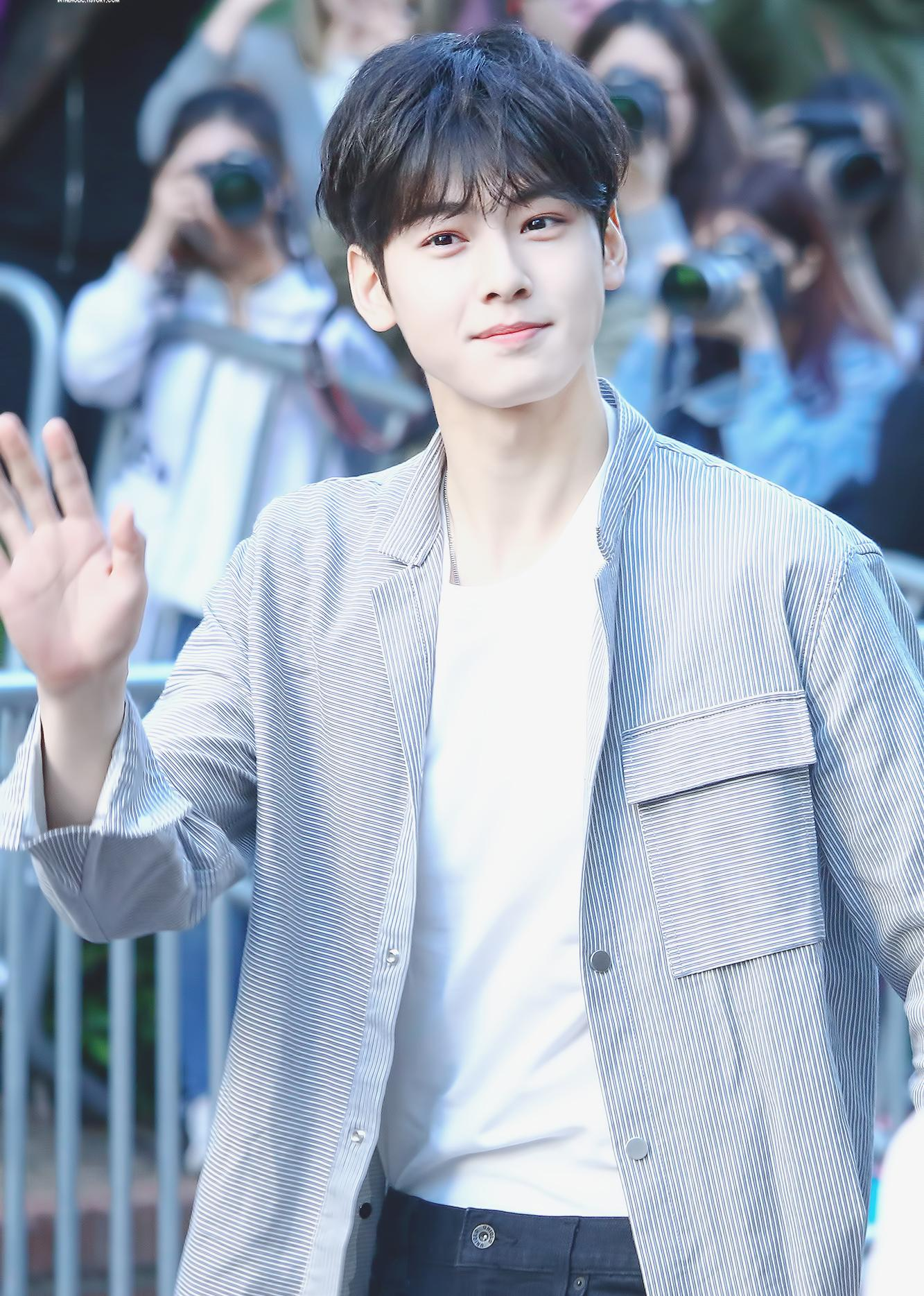
2017年6月、ミュージックバンクにて。

### デビュー前
1997年3月30日、韓国京畿道軍浦市に生まれる。兄弟姉妹には、中国へ留学した2歳年下の弟が一人いる。常に自転車の後部座席に弟を同乗させ、町のあちこちを走行し回るほど幼少の頃から兄弟の絆が深かったという。KBS第1テレビジョンで放送されている青少年対象のクイズ番組『挑戦! ゴールデンベル 韓林演芸芸術高等学校編』に出演し、驚くべき知識を発揮した。
その後、中学の学園祭で現在の所属事務所であるFantagioのマネージャーからスカウトを受け、当初はソウル大学に進学して裁判官になりたいという夢があったため拒否したものの、事務所側が執拗に両親と本人を説得し、最終的に練習生になった。2014年9月、映画『世界で一番いとしい君へ』にカメオ出演し、俳優デビュー。ASTROとしてのデビュー前にグループのウェブドラマ『ASTROのTO BE CONTINUED』に出演した。

### ASTROとして
2016年2月23日、6人組男性アイドルグループASTROとしてデビューした。
2016年から2018年にかけて、韓国文化放送で放送されている音楽番組『ショー!K-POPの中心』にキム・セロンとイ・スミンと共に出演し、MCを担当した。同年、ウェブドラマ『マイ ロマンチック サム レシピ』に出演し、主演を務めた。翌年には、KBS第2テレビジョンで放送されたドラマ『最高の一発〜時空を超えて〜』、oksusu『僕たちの復讐ノート』に出演した。
2018年、同名のウェブトゥーンを原作とし、JTBCで放送されたロマンスコメディドラマ『私のIDはカンナム美人』や、ウェブドラマ『トップマネジメント』にも出演し、主演を務めた。テレビ放送後には人気が上昇し、GQコリアの「Men of the Year」に掲載された。
2019年、韓国MBCで放送された『新米史官ク・ヘリョン』にシン・セギョンと共に主演に抜擢された。同年のMBC演技大賞では、シン・セギョンと共に優秀男優賞とベストカップル賞を受賞した。10月には、香港を皮切りに、台北、バンコク、マニラ、クアラルンプールまでの計5都市で初の単独アジアファンミーティング「JUST ONE 10 MINUTE」を開催した。12月には、韓国のバスケットボールリアリティショープログラム『熱血バスケ！ハンサムタイガース』にRed Velvetのジョイ、イ・サンユン、ユ・ソンホ、ソ・ジャンフンと共に出演した。年末には、blipが今年YouTubeとInstagram、Twitter、Facebookなどアーティスト関連データを総集合した「K-Pop Radar 2019 年末決算」を発表し、「2019ホットインスタグラマー」男性アーティスト部門で1位を獲得した。当時9ヶ月間で約459万4265人のフォロワーが増加していた。
2020年5月、韓国のテレビ番組『マスター・イン・ザ・ハウス』にレギュラー出演し、下半期には同名のウェブトゥーンを原作としたtvNドラマ『女神降臨』で主演を務めた。

## 人物
彫刻のような横顔で“顔天才”らしいルックスからマンチッナム（漫画から飛び出してきたような男）というニックネームを持つ。
また多くのK-POPファンから、そのビジュアルの良さを認められ、「推しは推し、ウヌはウヌ」（自分の推しは別として、ウヌが好きである）という言葉が作られた。
そんな自身の容姿について「ハンサムな方々は本当にたくさんおられる。僕はただちょっと良い方であるだけで、それ以上ではない」とし謙遜した反応を見せている。
学生時代は生徒会長を務め、全校3位に入るほど成績優秀であった。またバスケットボール部とサッカー部のキャプテンをしており運動神経も高い。

## 作品

### OST
- Rainbow Falling（2018年8月31日） - JTBC『私のIDはカンナム美人』OSTに収録。
- Together（2018年11月15日） - YouTube Premium『トップマネジメント (テレビドラマ)』OSTに収録。
- Please Remember（2019年9月18日） - MBC『新米史官ク・ヘリョン』OSTに収録。
- Love so Fine（2021年2月3日） - tvN『女神降臨』OSTに収録[39]。
- Don't Cry, My Love（2021年11月30日） - ウェブトゥーン漫画『クヌギの木の下』OST。
- Focus on me（2022年2月22日） - ウェブトゥーン漫画『悪女はマリオネット』OST。
- Love Sailing（2022） - 映画『デシベル』OST。
- Jealousy（2023年10月18日） - MBC『ワンダフルデイズ』OST。

## 出演

### テレビドラマ
- 最高の一発〜時空＜とき＞を超えて〜（2017年6月2日 - 7月22日、KBS2） - MJ 役[16]
- 僕たちの復讐ノート（2017年10月27日 - 2018年1月5日、Oksusu / B TV） - チャ・ウヌ（本人）役[17][18]
- 私のIDはカンナム美人（2018年7月27日 - 9月15日、JTBC） - 主演：ト・ギョンソク 役[19]
- トップマネジメント（2018年10月31日 - 11月16日、YouTube Premium） - 主演：ウ・ヨヌ 役
- 新米史官ク・ヘリョン（2019年7月17日 - 9月26日、MBC） - 主演：イ・リム 役[25]
- 女神降臨（2020年12月9日 - 2021年2月4日、tvN） - 主演：イ・スホ 役[34]
- アイランド（2022年12月30日 - 、TVING） - ヨハン 役[40]
- ワンダフルデイズ（2023年10月11日 - 2024年1月10日、MBC） - 主演：チン・ソウォン 役
- ワンダフルワールド（2024年3月1日 - 4月13日、MBC）- クォン･ソンニュル役[41][42]

### バラエティ
- Astro OK！Ready（2016年、MBC Music（英語版））[43]
- 危機脱出ナンバーワン （2016年、KBS第2テレビジョン）
- ジャングルの法則（英語版） in ニューカレドニア（2016年7月1日 - 8月26日、SBS）[44]
- Boom Shakalaka（2016年、KBS） - パイロット 役
- ミステリー音楽ショー: 覆面歌王（英語版）（2016年、MBC） - 判定員
- Battle Likes（2016年7月8日 - 12月9日、KBSワールド）
- TRICK & TRUE（英語版）（2016年10月25日 - 2017年2月15日、KBS第2テレビジョン）
- リップスティックプリンス（英語版）（2016年12月1日 - 2017年6月2日、OnStyle（英語版））
- Dead If Shot（2018年、Naver）[45]
- 熱血バスケ！ハンサムタイガース（2020年1月10日 - 3月27日、SBS）[29][30]
- マスター・イン・ザ・ハウス（2020年4月19日 - 、SBS）[33]

### 音楽番組
- MV BANKスターダスト2（2016年3月17日 - 4月27日、KBS第2テレビジョン）MC[46]
- ショー!K-POPの中心（2016年10月1日 - 2018年1月27日、韓国文化放送）MC[12][13]
- MBC歌謡大祭典（2017年 - 2019年、韓国文化放送）MC [47][48][49]
- ドリームコンサート
  - 2018年5月12日、SBS[50] MC
  - 2020年7月26日、V Live・YouTube[51]
- KBS歌謡祭（2020年12月18日、KBS 2TV）MC[52][53]
- SBS芸能大賞（英語版）（2020年12月19日、SBS）MC[54][55]
- KBS歌謡祭（2021年12月17日、KBS2）MC[56]
- SBS歌謡大祭典（2022年12月24日、SBS）MC

### 映画
- 世界で一番いとしい君へ（2014年9月3日） - 想像上の息子 役（カメオ出演）[9][注釈 1]
- デシベル（2022年11月16日）_海軍潜水艦音探知官 役

### CM
- SPCグループ（英語版）、バスキン・ロビンス「昼食後、バスキン・ロビンスへ」（2017年）[57]
- ロッテワールド 、ロッテウォーターパーク「ハートパラダイス」（2017年）[58][59]
- ジョブコリア、Albamon「Albamon×最高の一発〜時空を超えて〜」（2017年）[60]
- LFグループ、Lafuma（英語版） 「毎日の暮らしに花を咲かせて」（2017年）[61][62]
- Hyundai G&F 、Tommy Hilfiger Denim（2017年）[63]
- ブルーマウンテン「SEASON OFF 30% OFF」（2017年）[64]
- HANDOK、クリアティーン「付き合ってくれないかな？」（2017年）[65]
- 農心 、プレッツェル「胸キュンあまあまハートの味」（2017年）[66][67]
- POLHAM（2017年 - ）[68][69]
- アモーレパシフィック 、ARITAUM「エンジェルキスティント」
- スペリオルホールディングス、BMS FRANCE（2018年）
- ロレアル 、アトリエ・コロン（2018年）[70]
- 農心ケロッグ、ハーシーチョコビッツ「完璧な男のチョコシリアル」（2018年 - 2019年）[71]
- ByteDance 、TikTok 「ワクワクする瞬間を特別なものにするTikTok」（2018年 - 2019年）[72]
- Shinsegae International、EMPORIO ARMANI（2018年 - 2019年）[73]
- 韓国武田薬品工業 、ホワイトベン「ファイティン・ホワイトベン」（2018年 - 2019年）[74]
- 東亜製薬、小林製薬 「アイボン」（2018年 - ）[75]
- LG生活健康
  - Belif（2018年 - ）
  - ON THE BODY（2018年 - ）
  - ReEn潤膏（2018年 - ）
- SKグループ 、11番街「11番フェスティバル」（2018年 - ）[76]
- クリーントピア「コインランドリーからドライクリーニングまで」（2018年 - ）[77]
- GN Food、グッネチキン「まあ、焼いてるから違うんだけどね」（2018年 - ）[78]
- サムソナイトコリア 、samsonite RED「Don't stop CARRY ON」（2019年 - ）[79]
- E-Land World、K・SWISS（英語版） （2019年 - ）[80]
- LGユープラス 、LG U+ 5G VR「毎日の生活を変える U+ 5G」（2019年 - ）[81]
- サムスングループ 、サムスン・カード 「みんなの力になれる出会い」（2019年 - ）[82]
- 東亜製薬、FATION（2021年 - ）[83][84]
- サブウェイ（2023年7月 - ） - アジア統一ブランドアンバサダー就任[85]

#### ウェブドラマ
- ASTROのTO BE CONTINUED（2015年8月20日 - 9月3日、MBC Every1 ） - チャ・ウヌ（本人） 役[86][87]
- マイ ロマンチック サム レシピ（2016年、Naver TVCast ） - チャ・ウヌ（本人） 役[15]
- トップマネジメント（2018年10月31日 - 11月16日、YouTube Premium） - 主演・ウ・ヨヌ 役[21][22]
- 感性食堂〜SOUL PLATE〜（2019年10月25日 - 不明、Naver tvcast） - 主演・ラビエル 役[88][89]

### ミュージックビデオ
- Hello Venus「Mysterious」（2017年）[90]
- URBAN ZAKAPA「You're The Reason」（2018年）[91]

## 公演

### ファンミーティング
| 開催日         | 公演名                                                    | 開催国                     | 会場                       | 脚注   |
| -------------- | --------------------------------------------------------- | -------------------------- | -------------------------- | ------ |
| 2020年12月12日 | CHA EUN-WOO 1st Japan Fanmeeting - 私のIDはカンナム美人 - | オンライン開催（日本向け） | オンライン開催（日本向け） | [ 92 ] |
| 2022年8月21日  | 2022 Just One 10 Minute <Starry Caravan>                  | 日本                       | 兵庫 ワールド記念ホール    | [ 93 ] |
| 2022年8月24日  | 2022 Just One 10 Minute <Starry Caravan>                  | 日本                       | 神奈川 ぴあアリーナMM      | [ 93 ] |

## 受賞歴
| 受賞年 | 賞                               | カテゴリー                                 | ノミネート作品             | 結果       | 脚注    |
| ------ | -------------------------------- | ------------------------------------------ | -------------------------- | ---------- | ------- |
| 2016年 | MBC放送芸能大賞                  | 男性音楽・トークショー新人賞               | ショー!K-POPの中心         | ノミネート |         |
| 2017年 | 第9回MTN放送広告祭               | CF男性スター賞                             | N/A                        | 受賞       | [ 94 ]  |
| 2017年 | MBC放送芸能大賞                  | 男性ショー・シチュエーションコメディ新人賞 | ショー!K-POPの中心         | ノミネート |         |
| 2018年 | 第11回コリアドラマアワード       | 最優秀新人俳優賞                           | 私のIDはカンナム美人       | 受賞       | [ 95 ]  |
| 2018年 | 第11回コリアドラマアワード       | 韓流スター賞                               | 私のIDはカンナム美人       | 受賞       | [ 95 ]  |
| 2018年 | 第3回インドネシアテレビ賞        | 特別賞: パーソン・オブ・ザ・イヤー         | N/A                        | 受賞       | [ 96 ]  |
| 2018年 | 第3回Asia Artist Awards          | ライジングスター賞                         | 私のIDはカンナム美人       | 受賞       | [ 97 ]  |
| 2018年 | YAHOO ASIA BUZZ AWARDS           | 年間最多検索韓国新人俳優賞                 | 私のIDはカンナム美人       | 受賞       | [ 98 ]  |
| 2018年 | 大韓民国ファーストブランド大賞   | 男性アイドル・俳優賞                       | 私のIDはカンナム美人       | 受賞       | [ 99 ]  |
| 2018年 | 大韓民国ファーストブランド大賞   | 男性CMモデル賞                             | N/A                        | 受賞       | [ 99 ]  |
| 2019年 | 第14回Soompi賞                   | ブレイクアウト俳優賞                       | 私のIDはカンナム美人       | 受賞       | [ 100 ] |
| 2019年 | 第14回Soompi賞                   | 最優秀アイドル俳優賞                       | 私のIDはカンナム美人       | ノミネート | [ 100 ] |
| 2019年 | 第14回Soompi賞                   | ベストカップル賞（イム・スヒャン）         | 私のIDはカンナム美人       | ノミネート | [ 100 ] |
| 2019年 | 第1回iQIYIエンターテインメント賞 | 最も魅力的な俳優賞                         | 私のIDはカンナム美人       | 受賞       |         |
| 2019年 | 2019 MBC演技大賞                 | 優秀賞（水木ドラマ部門）                   | 新米史官ク・ヘリョン       | 受賞       | [ 101 ] |
| 2019年 | 2019 MBC演技大賞                 | 「最高の1分」カップル賞（シン・セギョン）  | 新米史官ク・ヘリョン       | 受賞       | [ 102 ] |
| 2020年 | Newsis K-EXPO                    | ソウル観光機構CEO賞                        | N/A                        | 受賞       | [ 103 ] |
| 2020年 | SBS芸能大賞                      | 新人賞                                     | マスター・イン・ザ・ハウス | 受賞       | [ 55 ]  |